# Legado Toda del Archivo Histórico de la Ciudad de Barcelona
El Legado Toda es un conjunto de documentos, libros y grabados donado al Archivo Histórico de la Ciudad de Barcelona por Eduardo Toda (1855-1941).
La bibliofilia e inquietudes culturales de Eduardo Toda le llevaron, a lo largo de su vida, a adquirir importantes colecciones bibliográficas. Según algunos biógrafos llegó a reunir en su biblioteca del Castillo de Escornalbou, más de 60.000 volúmenes.
Diversas instituciones culturales de Cataluña fueron beneficiarias de los donativos de Eduardo Toda, sobre todo durante el primer cuarto del siglo XX: libros, manuscritos, grabados, objetos arqueológicos, esculturas, etc. Estos documentos se conservan, entre otros, en la Biblioteca-Museo Víctor Balaguer de Villanueva y Geltrú, el Centro de Lectura de Reus, el Centro Excursionista de Cataluña, el Ilustre Colegio de Abogados de Barcelona, la Biblioteca del Monasterio de Montserrat, la Biblioteca del Monasterio de Poblet, la Biblioteca de Cataluña y el Archivo Histórico de la Ciudad de Barcelona.

## El Legado en el Archivo Histórico de la Ciudad de Barcelona
Durante los primeros años de la segunda década del siglo XX, Agustín Durán Sanpere, primer director del Archivo Histórico de la Ciudad, planificaba lo que sería el futuro de esta institución en su nueva sede de la Casa del Arcediano. Este momento coincide con el fin de la ocupación de altos cargos oficiales en diversos lugares del mundo por parte de Eduardo Toda y con su retorno definitivo a Cataluña. Esta coincidencia, la buena relación entre ambos y la sensibilidad de Toda hacia este nuevo proyecto propició el donativo al Archivo Histórico de la Ciudad de Barcelona de un abundante y valioso fondo documental:
- Algunos manuscritos entre los cuales cabe destacar uno del siglo XIV en vitela, que es una recopilación de los privilegios de la ciudad de Barcelona. Se trata de uno de los 5 ejemplares que debían existir, cada uno de ellos en poder de un Consejero de la ciudad.
- Una singular colección de los manuscritos del viajero barcelonés Domingo Badía y Leblich, conocido como Alí Bey, así como diversas ediciones y traducciones del relato de sus viajes por Oriente Medio. Toda se sentía fascinado por este personaje e hizo copiar los documentos que encontraron en París. En los diez volúmenes conservados en el Archivo Histórico de la Ciudad encontramos documentos originales y estas copias manuscritas, así como la correspondencia que mantuvo Ernest Cruset con Eduardo Toda a propósito de la búsqueda de documentos en los archivos y bibliotecas francesas y de la realización de las copias en París.
- Más de 7.000 volúmenes para la biblioteca. Cedió a la Casa del Ardiaca una interesante colección de libros de temática centrada especialmente en obras  extranjeras relativas a España, biografías, historia y libros de viajes, así como una parte de su biblioteca personal.
- Una colección de unos 6.000 retratos de personajes ilustres (artistas, escritores, filósofos, inventores, reyes, nobles, etc.), obra de grabadores mayoritariamente extranjeros.
- Retratos fotográficos de personajes del mundo de la cultura, la nobleza, la realeza y de tipos populares, mayoritariamente del siglo XIX, que actualmente se conservan en el Archivo Fotográfico de Barcelona.

Toda se sintió muy implicado en la creación del nuevo Archivo y se mostró muy interesado en su desarrollo. Se preocupó tanto de las obras que se iban realizando en el edificio como de la selección y orientación del fondo del Archivo. Por eso, y ante el interés de Agustí Duran i Sanpere en crear una sección de obras impresas en Barcelona para favorecer el estudio y conocimiento de la imprenta barcelonesa, donó también algunas cajas con libros editados en Barcelona. El donativo de los documentos se inició en 1920, prolongándose hasta la década de los 30. Se materializó en diversos envíos que Toda realizaba desde su castillo en Escornalbou, permitiendo así la gradual catalogación y ubicación en las estanterías. La importancia de este legado queda evidenciada en el hecho que en el año 1928 el Alcalde de Barcelona, Darío Rumeu y Freixa, el Barón de Viver, hizo una visita a Eduard Toda en su castillo como muestra de interés y agradecimiento. Con el fin de acoger y acondicionar este legado, se le dedicó una de las salas del Archivo Histórico. La creación de la “Sala Toda”, que actualmente ya no existe, fue también un reconocimiento a este interesante y valioso donativo. Junto con la Biblioteca Massana, el legado Toda es uno de los fondos de aportación ciudadana que contribuyeron más a enriquecer el fondo del Archivo Histórico de la Ciudad de Barcelona en sus inicios.